# Jaderná elektrárna Hunterston
Jaderná elektrárna Hunterston je jaderná elektrárna v oblasti Severní Ayrshire na západě Skotska ve Spojeném království.

## Historie a technické informace
Jaderná elektrárna Hunterston se skládá ze čtyř plynem chlazených reaktorů využívajících přírodní (první dva) a obohacený uran (druhé dva), moderátorem je grafit. První dva reaktory typu Magnox elektrárny Hunterston A byly vyřazeny z provozu již na přelomu 80. až 90. let 20. století. Třetí a čtvrtý reaktor elektrárny Hunterston B jsou typu AGR. Hunterston B je návrhově obdobný Hinkley Point B.
Oba reaktory elektrárny Hunterston B prošly v letech 2018–2019 několikaměsíční bezpečností odstávkou, když se řešily praskliny (očekávané z důvodu stárnutí) v grafitových jádrech reaktorů.
S odstavením obou zbylých reaktorů se předběžně počítá na rok 2022, což je o rok dříve, než bylo původně plánováno.
Provozovatel: British Energy (BE) → EDF Energy
Dodavatel: General Electric Co. + Nuclear Power Co.

## Informace o reaktorech
| Reaktor                    | Typ reaktoru | Výkon [MW] | Výkon [MW]  | Výkon [MW] | Zahájení stavby  | Uvedení do provozu | Připojení k síti | Provoz           | Uzavření          |
| Reaktor                    | Typ reaktoru | Tepelný    | Instalovaný | Čistý      | Zahájení stavby  | Uvedení do provozu | Připojení k síti | Provoz           | Uzavření          |
| -------------------------- | ------------ | ---------- | ----------- | ---------- | ---------------- | ------------------ | ---------------- | ---------------- | ----------------- |
| Hunterston A-1             | GCR/MAGNOX   | 595        | 173         | 150        | 1. říjen 1957    | 1. srpen 1963      | 5. únor 1964     | 5. únor 1964     | 30. březen 1990   |
| Hunterston A-2             | GCR/MAGNOX   | 595        | 173         | 150        | 1. říjen 1957    | 1. březen 1964     | 1. červen 1964   | 1. červenec 1964 | 31. prosinec 1989 |
| Hunterston B-1 (reaktor 3) | GCR/AGR      | 1496       | 644         | 490        | 1. listopad 1967 | 31. leden 1976     | 6. únor 1976     | 6. únor 1976     | předpoklad 2022   |
| Hunterston B-2 (reaktor 4) | GCR/AGR      | 1496       | 644         | 495        | 1. listopad 1967 | 27. březen 1977    | 31. březen 1977  | 31. březen 1977  | předpoklad 2022   |